# Cephalus and Procris

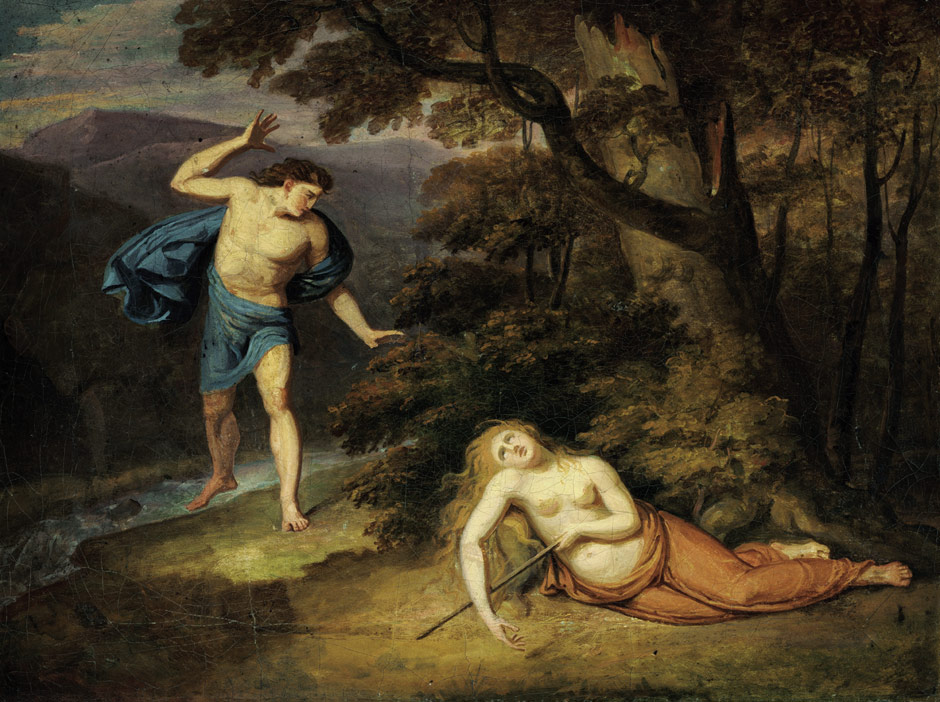
Alexander Macco, Cephalus und Procris

Cephalus and Procris – poemat szesnastowiecznego angielskiego poety Thomasa Edwardsa, opublikowany w 1595. Utwór opowiada znaną z mitologii greckiej, zanotowaną przez Owidiusza, historię małżonków Cephalusa i Procris. W Cephalusie zakochała się bogini poranka Eos. Zazdrosna i zrozpaczona Procris uciekła do lasu. Cephalus pospieszył za nią. Kiedy się zdrzemnął, Procris podeszła, aby sprawdzić, czy nie leży razem z Eos. Kiedy Cephalus zbudził się i usłyszał szelest w krzakach, pomyślał, że to jakieś dzikie zwierzę i nieświadomie przebił żonę włócznią. Utwór jest napisany wierszem jambicznym pięciostopowym, parzyście rymowanym (heroic couplet). Tylko kończące utwór Przesłanie (L'envoy) jest napisane wierszem jambicznym trójstopowym ujętym w strofy ośmiowersowe rymowane abcabcdd. 

Faire and bright Cynthia, Joves great ornament,
Richly adorning nightes darke firmament,
Scoured amidst the starry Canapie
Of heavens celestiall governement, well nie
Downe to the ever over-swelling tide,
Where old Oceanus was wont t'abide,
At last began to crie, and call amaine,
Oh what is he, my love so long detaines !